# Gilles Marchal
Pour les articles homonymes, voir Marchal.
Gilles Marchal, né Gilles Pastre le 2 septembre 1944 à Paris et mort le 11 avril 2013 au Chesnay,, est un auteur-compositeur-interprète des années 1970 et 1980, également écrivain.

## Ses débuts
Découvert et produit par Georges Chatelain, puis rapidement remarqué par Lucien Morisse, alors directeur des programmes à Europe 1, il signe chez Disc'AZ.
C'est en 1967 que sort son premier EP, Le père noël est mort, puis en 1968, il édite le second toujours chez le même distributeur, Le chanteur d'amour. La même année : Dieu qu'elle était belle. Premier succès en 1968 avec Ne pleure pas ma mie, qui sera également enregistré aux États-Unis, sous le titre Cry no more, Maria. Second succès en 1968, avec  Summer Wine, où sa complice Martine Habib, une jeune chanteuse américaine à la voix très pure, le rejoint pour ce duo ; cette même chanson est également chantée par Marie Laforêt dans la version française Le vin de l'été à laquelle participe l’animateur-radio Gérard Klein. En 1969, Gilles et Martine enregistrent également Where do people go, chanson du générique de fin du film d'Eddy Matalon Trop petit mon ami.
Pendant l'été 1970, il interprète L'étoile filante (chantée aussi par Les Compagnons de la chanson), adaptée de Lerner et Loewe (paroles françaises de Maurice Vidalin), interprétée dans sa version originale par Lee Marvin sous le titre Wanderin' Star, et Buddy river, adaptée de Lee Hazlewood (paroles françaises de Vline Buggy et Yves Dessca).
En avril 1971 paraît son premier 33 Tours reprenant la quasi-totalité de ses premières œuvres. Il sera réédité dans sa version originale - augmentée de quelques titres - en 1999. À la fin de l'année, il propose Liberté, un titre écrit par Jean-Max Rivière et Charles Orieux assez bien diffusé sur les ondes. En face B on retrouve Martine Habib qui compose Les rues de la ville.
En 1972, il rejoint l'écurie Motors où il adapte une chanson de Sonny Bono du couple Sonny & Cher : Un cow-boy n'est jamais tranquille (A cowboy's work is never done). En 1973, il revient faire un clin d'œil au cinéma en posant sa voix sur la chanson du film Un homme libre dont la musique est signée Francis Lai.
Son 2e album paraît chez Talar/Sonopresse en 1974. Les textes sont signés en partie par son ami Claude Lemesle, Gilles composant ici toutes les mélodies. Eddy Mitchell apporte sa plume sur un titre : La planète des rêves.

## Les années 1975-1985
Dans les années 1970 et 1980, Gilles Marchal continue d'enregistrer. Il abandonne peu à peu son personnage de « cow boy » pour celui du « nouvel homme ».
En 1976, Pathé Marconi l'accueille à son tour et sa nouvelle chanson un peu plus commerciale est signée par Jean-Pierre Bourtayre, Yves Dessca et Gilles lui-même : On ne refait pas le monde avec une chanson. Elle passe à la radio et figure sur une compilation en cet été caniculaire. Il enchaîne en 1977 avec Jeanne est là une chanson aussi belle que la précédente. Il est toujours entouré des mêmes auteurs.
Toujours en 1977, il chante, en hommage à la région parisienne, l'hymne Les prénoms de l'Île-de-France (paroles de Claude Lemesle) et un album sort l'année suivante chez Sonopresse, avec des chansons dont il signe la musique et les paroles, comme Drôle de vie qui connaît un grand succès en France et à l'étranger, et C'était en France ainsi que des titres plus légers comme Miss Pharmago ou C'est pas la Chine.
En 1980, Gilles participe à un hommage à Claude François en présence de son fan club. Il est tellement marqué par l'attitude des fans qu'il en compose une chanson : Ils ont perdu leur chanteur, avec sur la face B, Les clefs sous la porte.
Courte réapparition en 1982 chez AZ avec son avant-dernier 45 Tours dont il signe la musique, Je t'aime trop et L'amitié avec Claude Lemesle à l'écriture.
C’est en 1985 que Gilles Marchal met fin à sa carrière de chanteur avec une reprise de Céline, de Vline Buggy, Hugues Aufray et Mort Shuman qu'il enregistre, avec au dos de ce 45 tours : Les maisons sans visages dont il signe la musique (paroles de Vline Buggy).

## De 1985 à 2013
Depuis 1985, Gilles Marchal s'est retiré du show-biz.
Passionné d'Histoire, il écrit un premier livre d'histoires de l'Histoire qui est sorti en avril 2008, intitulé Finalement, c'est rigolo l'histoire.
Le premier tome de Bourreau de travail est sorti le 16 novembre 2011 aux éditions La société des écrivains, une collection de Publibook, et le second était en cours d'écriture.

## Discographie

### Comme auteur-compositeur interprète

#### 33T
- 1971, Comme un étranger dans la ville
  - FACE A
    - Je ne suis qu'un pauvre homme
    - Pas de bois pour me réchauffer les doigts
    - Dieu qu'elle était belle
    - Comme un étranger dans la ville
    - Nous vivrons tous les trois
    - Summer wine (avec Martine Habib)

  - FACE B
    - Window seat (avec Martine Habib)
    - Quand je te regarde vivre
    - Ne pleure pas ma mie
    - Valse à quatre pattes
    - L'étoile filante
    - Pauvre Buddy River
- 1974, Clémentine Pépin
  - FACE A
    - Clémentine Pépin
    - Tout à apprendre, tout à oublier
    - On a volé la Tour Eiffel
    - L'amour va plus vite qu'un coureur à pied
    - Liz et Richard
    - La planète des rêves'

  - FACE B
    - I love you
    - Va dire à tes parents
    - Le jour de ta fête
    - L'amour en retard
    - Pardonnez Mad'moiselle
    - Elle'
- 1978 et 1980 (en réédition) Drôle de vie
  - FACE A
    - L'amour muet
    - La moitié du parcours
    - Le courage
    - D'appartement
    - C'est pas la Chine
    - A ma mère

  - FACE B
    - C'était en France
    - Papa, Maman, etc.
    - Miss Pharmago
    - Les roses
    - Drôle de vie

#### 45T 4 titres
- 1967 : Le père Noël est mort / Vierge Marie / Sans rancune / Il a beau passer
- 1968 : Le chanteur d'amour / Trou la la ou ti / Je me passe de vous / C'est normal mais pas évident

#### 45T
- 1968 : Dieu qu'elle était belle / Ne pleure pas ma mie
- 1968 : Summer wine / Ma belle
- 1968 : La valse à quatre pattes / Où es-tu donc passée (l'autoroute)
- 1969 : Comme un étranger dans la ville* / Nous vivrons tous les trois
- 1969 : Where do people go (chanson du film Trop petit mon ami) / Window Seat
- 1970 : L'étoile filante / Quand je te regarde vivre
- 1970 : Pauvre Buddy River / Je m'en vais dans un avion
- 1970 : Cry  no more Maria / Ne pleure pas ma mie
- 1971 : Liberté / Les rues de la ville
- 1971 : Non non personne / Mardi
- 1971 : Je ne suis qu'un pauvre homme / Pas de bois pour me réchauffer les doigts
- 1972 : Un cow-boy n'est jamais tranquille / L'été à fleur de peau
- 1972 : En 89 / Quand tu parleras au diable
- 1973 : Un homme libre (chanson du film Un homme libre) / conscience
- 1973 : Si je t'avais rêvée / Jocelyne
- 1973 : Elle / L'amour en retard
- 1974 : Août à l'Opéra / La martienne
- 1976 : On n'refait pas le monde avec une chanson / Maurice et fils
- 1977 : Jeanne est là / Tu es le centre du monde
- 1977 : Tu devrais chanter / Tu es le centre du monde
- 1978 : Drôle de vie / Miss Pharmago
- 1978 : Les prénoms de l'Ile de France / Version instrumentale
- 1979 : Marteau disco / C'est pas la Chine
- 1980 : Ils ont perdu leur chanteur / Les clés sous la porte
- 1982 : Je t'aime trop / L'amitié
- 1985 : Céline / Les maisons sans visages

(*) : paroles d'Eddy Marnay

#### Version italienne
- 1971 : La ballata di Buddy river (Pauvre Buddy river) / Noi vivremo per lui (Nous vivrons tous les trois)

#### Compilations
- 1999 (réédition en 2005) : Comme un étranger dans la ville

### Comme compositeur
- pour Isabelle Aubret
  - 1978 : Jamais deux sans toi (1)
- pour Carlos
  - 1976 : Je m'ballade (1)
  - 1977 : C'est pas parce qu'on est grand (1)
- pour Hubert Wayaffe
  - 1969 : Mademoiselle Lou (2)
  - 1968 : Viens courir dans le bois (3)
  - 1968 : Un petit bout de bambou (3)
- pour Claude Lemesle
  - 1978 : Rimbaud s'en va (1)
  - 1978 : Le petit Lemesle (1)
  - 1978 : A la scène à la ville (1)
- pour Eddy Mitchell
  - 1972 : Ulysse (4)
  - 1972 : La fille du pasteur (4)
- pour Jean-Claude Pascal
  - 1983 : Le dernier des mousquetaires (1)
- pour Marc Savy
  - 1976 : Un rendez-vous (5)
- pour Michèle Torr
  - 1985 20 ans d'amour (1)
- pour Joe Dassin
  - 1977 Noisette et Cassidy (6)
- pour Nicoletta
  - 1976 La galère (1)

(1) : paroles de Claude Lemesle
(2) : paroles de T. Noton
(3) : paroles de Gilles Marchal
(4) : paroles de Claude Moine
(5) : paroles de Jean-Marc Fernandez
(6) : paroles de Pierre Delanoë et Claude Lemesle